# Rodolfo II di Altdorf
Rodolfo II (927 – 990 circa) fu conte di Altdorf e un membro del ramo svevo della dinastia dei vecchi Welfen.

## Biografia
Era il figlio di Rodolfo I, conte di Altdorf, a sua volta figlio di Enrico, a sua volta figlio di Eticho conte di Ammergau, a sua volta figlio di Guelfo II. Rodolfo morì nel 990 circa e fu sepolto a Altdorf.

## Famiglia e figli
Fu sposato con Ita di Öhningen, figlia di Corrado I di Svevia. Essi ebbero:
- Enrico, conte di Altdorf († 1000 circa);
- Guelfo III di Altdorf;[4]
- Richlind di Altdorf, sposò Adalberto II, conte di Ebersberg (conti di Ebersberg) († 1045);
- Eberardo (forse), vescovo di Bamberga (1007-1041);
- Cuno I (forse), conte di Sualafeld († dopo il 1020).